# Universidad de Tromsø
La Universidad de Tromsø (UiT) (noruego: Universitetet i Tromsø) en Tromsø, está situada en la isla de Tromsøya. Fue establecida en 1968 e inaugurada en 1972 y hoy en día está formada por más de 8000 estudiantes y 2500 empleados. De las siete Universidades noruegas, la de Tromsø es la cuarta más grande. 
Desde el 1 de enero de 2009, la Universidad de Tromsø ha dado un nuevo paso en su crecimiento, al fusionarse con el Colegio Universitario de Tromsø.

## Facultades
La Universidad de Tromsø está organizada en 6 facultades:
- Ciencias de la Salud
- Derecho
- Bellas Artes
- Biología, Pesca y Economía
- Humanidades, Ciencias Sociales y Educación
- Ciencia y Tecnología

Esta universidad imparte estudios únicos en el mundo como son las Ciencias de la Paz, Ciencias de la Pesca y Estudios sobre las culturas indígenas, éstos más especializados en la cultura Sami. Además, ofrece estudios e investigaciones como Ciencias Marinas, Biología Ártica, Estudio de las Auroras Boreales, Geología, Biomedicina, Telemedicina, Física, Ciencias Sociales y Filologías entre otras. 
La estrecha relación con el Instituto Polar Noruego y del Instituto Noruego de Investigación Marina hacen de esta universidad el centro de investigación más importante y especializado en el Océano Ártico. Los idiomas finlandés, sami y noruego son tratados como lenguas maternas. El 70 %de los estudiantes proceden del Norte de Noruega, aunque hay estudiantes de otros 60 países. 
En esta universidad se han desarrollado numerosas investigaciones de relevancia mundial, como lo es el Kitosan, producto empleado en cosméticos diseñado a partir de exoesqueletos de crustáceos. Ya desde 1929, un seguimiento de las auroras boreales ha dado nuevas explicaciones, y esta Universidad continúa en su estudio sobre este impresionante fenómeno.

## Sistema académico
Sistema ECTS
Todos los cursos y titulaciones de la Universidad de Tromsø se miden de acuerdo a la norma ECTS. Cada asignatura tiene una carga de trabajo de entre 3 y 30 créditos ECTS. La carga de trabajo a tiempo completo durante un año académico es de 60 créditos ECTS.
La carga de trabajo de cada curso se basa en una estimación del tiempo total requerido para completar los estudios y exámenes (conferencias, seminarios, lecturas, preparación de personal, etc.) No existe una norma exacta nacional o institucional para la medición de la carga de trabajo. Las estimaciones de la carga de trabajo se basan en la costumbre y tradición dentro de cada campo académico.
Métodos de evaluación
Existen diferentes métodos de evaluación. Los más comunes son: exámenes escritos, exámenes orales, evaluación de portfolios, trabajos escritos y proyectos en grupo.
Los exámenes escritos y orales fijados por la Universidad tienen una duración de entre una y ocho horas. Las diferentes tareas y trabajos varían entre un par de días y un semestre entero. 
Sistema de evaluación
Las calificaciones de los exámenes de grado y postgrado en la Universidad de Tromsø se otorgan de acuerdo a una escala graduada de la A (más alto) a F (el más bajo), con E como la nota mínima para aprobar.
En contraste con la escala de calificación ECTS, que es una tabla de conversión, la escala de Noruega es más cualitativa que cuantitativa. Las calificaciones cualitativas se otorgan de acuerdo a los siguientes criterios:
| Nota | Descripción   | Criterios |
| ---- | ------------- | --- |
| A    | Excelente     | Excelente rendimiento.El candidato demuestra buen juicio y un alto grado de pensamiento independiente.                                                      |
| B    | Muy Bueno     | Un muy buen rendimiento. El candidato demuestra su buen juicio y muy buen grado de pensamiento independiente.                                               |
| C    | Bueno         | Un buen desempeño en la mayoría de las áreas. El candidato demuestra un grado razonable de pensamiento y juicio independiente en las áreas más importantes. |
| D    | Satisfactorio | Una actuación satisfactoria, pero con importantes deficiencias. El candidato demuestra un cierto grado de juicio y el pensamiento independiente.            |
| E    | Suficiente    | Una actuación que cumple con los criterios mínimos, pero no más. El candidato demuestra un grado muy limitado de juicio y el pensamiento independiente.     |
| F    | Suspenso      | Una actuación que no cumple con los criterios académicos mínimos. El candidato demuestra una ausencia de juicio y el pensamiento independiente.             |

## Hospital Universitario
Dentro de la Universidad se encuentra el Hospital Universitario de Tromsø, con 4500 empleados, que a su vez es el hospital del Norte de Noruega.
También en la UIT se ha desarrollado la tecnología de la Telemedicina, gracias a la cual, un doctor en un hospital puede seguir una operación a miles de Kilómetros de distancia, ahorrando gastos, tiempo y traslados. Ello le da a Tromsø el título de Centro Mundial de la Telemedicina.

## Biblioteca
La Biblioteca de la Universidad de Tromsø está abierta a los ciudadanos y visitantes mayores de 18 años, aunque el nivel de servicio varía según la categoría del usuario.
Está organizada en tres unidades principales, con 9 sucursales abiertas al público. Los recursos electrónicos son accesibles para todos los usuarios dentro del campus, pero están limitados fuera del campus.

## Centro de Asesoramiento Estudiantil
El Centro de Asesoramiento Estudiantil ofrece asesoramiento individual, información y algunas actividades sociales para los estudiantes de la Universidad de Tromsø.
Los estudiantes internacionales también pueden solicitar información con respecto a la asistencia sobre la vida en Noruega como, por ejemplo:
- Cultura y sociedad
- Sistema de salud noruego
- Servicios públicos
- Economía y presupuesto
- Reunificación familiar
- Residencias estudiantiles y plazas de atención infantil
- Visas de vacaciones a otros países
- Clima y la nutrición
- Actividades de ocio en Tromsø

## Deportes
El KRAFT es el centro deportivo estudiantil ubicado en el campus de la Universidad, en el bosque al norte de los edificios universitarios. Es un lugar de entrenamiento abierto todo el año y es, junto con el centro de estudiantes Elverhøy, el utilizado por estudiantes y empleados de la Universidad de Tromsø. También es accesible para personas no vinculadas a la Universidad.
Se ofrecen, entre otros deportes:
- Aerobic
- Deportes de interior
- Alpinismo
- Acondicionamiento
- Entrenamiento con pesas
- Ciclismo Indoor

Existe una amplia variedad de deportes de equipo y de competición en colaboración con los estudiantes de la Asociación de Deportes. 